# Påfugl
Påfuglen (Pavo cristatus) er en fasanfugl. Fuglen yngler i Indien, Pakistan og Sri Lanka, men er indført og udsat mange steder i verden. I Danmark fik et par fritgående påfugle på Sejerø deres første kuld kyllinger i foråret 1982, og der er nu en fast bestand på øen.
Den lever i skove, hvor den bygger reder på jorden. Hunnen lægger 4-8 æg. Påfuglen lever hovedsageligt af frø, men også af og til insekter og frugt.
Arten er mest kendt for hannens storslåede hale, et resultat af seksuel udvælgelse.
Påfuglen er Indiens og Pakistans nationalfugl.

## Slægt
Påfugle bruges også om hele fugleslægten Pavo. En anden påfugleart er grøn påfugl.

## Ekstern henvisning
- Pfaueninsel bei Potsdam